# Heterometrus rolciki
Heterometrus rolciki ist ein indischer Skorpion der Familie Scorpionidae.

## Beschreibung
Adulte Exemplare von Hetermetrus rolciki haben eine Länge von 80 bis 100 Millimetern und eine rotbraune bis schwarze Grundfarbe, das Telson kann heller sein. Die Kämme des Kammorgans sind gelb, sie haben bei beiden Geschlechtern 10 bis 12 Zähne. Die Proportionen der Pedipalpen lassen keinen Sexualdimorphismus erkennen. Ihre Chelae sind leicht lappenförmig und mit langen Setae bedeckt. Die dorsalen Oberflächen der Chelae sind glatt, ohne Granulen oder Kiele. Carapax und Mesosoma sind auf der ganzen Oberfläche mit Granulen bedeckt. Das Metasoma ist behaart und auf der gesamten dorsalen Oberfläche mit Granulen bedeckt. Das Telson ist behaart und langgestreckt, Giftblase und Giftstachel sind gleich lang. Die Beine tragen kurze und lange einzeln stehende Setae.
Heterometrus rolciki ähnelt der Art Heterometrus scaber, die in Indien weit verbreitet ist und auch in Tamil Nadu vorkommt. Heterometrus rolciki ist jedoch wesentlich kleiner und weist einige morphologische Unterschiede auf.

## Verbreitung
Die Terra typica von Heterometrus rolciki liegt in den Nilgiribergen beim Dorf Kunjappanai, etwa 15 Kilometer südöstlich der Kleinstadt Kotagiri im Distrikt Nilgiris des südindischen Bundesstaats Tamil Nadu (11° 22′ 0″ N, 76° 56′ 0″ O). Sie liegt auf etwa 900 Metern Höhe über dem Meeresspiegel.

## Systematik

### Erstbeschreibung
Die Erstbeschreibung erfolgte durch František Kovařík im Rahmen seiner 2004 veröffentlichten Revision der Gattung Heterometrus. Grundlage der Erstbeschreibung waren zwischen 1997 und 2001 am Typusfundort und in dessen Umgebung gesammelte Exemplare. Darunter befand sich der männliche Holotyp, der von Kovařík von 2000 bis 2004 im Terrarium gehalten wurde.

### Typmaterial
Der Holotyp ist ein 100 Millimeter langes adultes männliches Tier. Daneben gibt es einen adulten Allotyp sowie einen männlichen adulten Skorpion, ein subadultes Tier und zwei Jungtiere als Paratypen. Das Typusmaterial befindet sich in der Sammlung von František Kovařík in Prag.

### Etymologie
Der Artname ehrt Jakub Rolčík, einen Privatdozenten an der Palacký-Universität Olmütz und am Institut für Experimentelle Botanik der Akademie der Wissenschaften der Tschechischen Republik. Rolčík, der eine private entomologische Sammlung besitzt, hatte den Holotypen gesammelt und an František Kovařík übergeben.